# Kanonenboot 1937
| Kanonenboot 1937                                               | Kanonenboot 1937 | Kanonenboot 1937                                               |
| Niederländisches Kanonenboot Van Speijk, ehemals deutsches K 3 | Niederländisches Kanonenboot Van Speijk, ehemals deutsches K 3 | Niederländisches Kanonenboot Van Speijk, ehemals deutsches K 3 |
| Niederländisches Kanonenboot Van Speijk, ehemals deutsches K 3 | Niederländisches Kanonenboot Van Speijk, ehemals deutsches K 3 | Niederländisches Kanonenboot Van Speijk, ehemals deutsches K 3 |
| -------------------------------------------------------------- | --- | -------------------------------------------------------------- |
|                                                                | |                                                                |
| Klassendetails                                                 | |                                                                |
| Schiffstyp:                                                    | Kanonenboot 1937 |                                                                |
| Dienstzeit:                                                    | 1942–1960 |                                                                |
| Einheiten:                                                     | 3 |                                                                |
| Baukosten je Einheit:                                          | |                                                                |
| Technische Daten                                               | |                                                                |
| Länge:                                                         | 77,90 m (ü.A.), 75,20 m (Wasserlinie) |                                                                |
| Breite:                                                        | 10,30 m |                                                                |
| Tiefgang:                                                      | 3,90 m |                                                                |
| Verdrängung:                                                   | - Standardverdrängung: 1200 ts - Einsatzverdrängung: 1420 ts |                                                                |
| Antrieb:                                                       | - 2 Burmeister & Wain Dieselmotoren; - ab 1943: K 1 und K 2 je 2 Klöckner-Humboldt-Deutz 6-Zylinder 4-Takt Dieselmotoren - K 1 und K 2 2770 PS, K 3 3500 PS - zwei Schrauben |                                                                |
| Geschwindigkeit:                                               | K 1 und K 2 14,5 kn, K 3 18 kn |                                                                |
| Reichweite:                                                    | 6900 Seemeilen bei 12 kn Marschgeschwindigkeit |                                                                |
| Besatzung:                                                     | 161–184 Mann |                                                                |
| Bewaffnung bei Indienststellung:                               | - 4 × 12-cm-Kanonen in Zwillingstürmen - 4 × 3,7-cm-FlaK - 12 × 2-cm-FlaK - 8 Wasserbombenwerfer - 80–200 Seeminen                                                           |                                                                |

Das Kanonenboot 1937 war eine Klasse von drei Schiffen, deren Bau von der niederländischen Marine begonnen und von der deutschen Kriegsmarine nach der Besetzung der Niederlande 1940 mit leichten Veränderungen vollendet wurde.  Die Kriegsmarine erbeutete die drei Einheiten noch vor deren Fertigstellung und stellte sie später als Kanonenboote mit den Bezeichnungen K 1 bis K 3 in Dienst. Das einzige den Krieg überlebende Boot K 3 übernahm die niederländische Marine als Van Speijk.

## Entwicklung und Bau
Der Entwurf für die als Mehrzweckschiffe konzipierten Boote entstand 1937 im Auftrag der niederländischen Marine.  Die ersten drei Boote ("A", "B" und "C") wurden 1939 auf Kiel gelegt und sollten die drei alten, 1914/15 in Dienst gestellten Kanonenboote Brinio, Friso und Gruno ablösen.  Vier weitere Boote der Klasse wurden 1939 geplant, aber nur noch zwei wurden geordert, und deren Bau wurde im Mai 1940 nach dem Einmarsch der deutschen Wehrmacht storniert.
Als die Wehrmacht im Rahmen des Westfeldzugs 1940 die Niederlande besetzte, befanden sich die drei ersten Boote noch im Bau bei der Werft P. Smit jr. ("A" und "C") bzw. bei Gusto N.V. in Schiedam ("B").  Die Kriegsmarine ließ die drei Boote mit leichten Änderungen fertigbauen.  Insbesondere wurden Minenschienen eingebaut und die ursprünglich geplante Hauptbewaffnung von vier 120-mm-Mehrzweckkanonen (Seeziel & Fla) des Typs Bofors HA/LA in Zwillingstürmen wurde durch vier Seezielgeschütze des Typs Bofors No. 8 (LA), ebenfalls in Zwillingstürmen, ersetzt. Anstelle der geplanten zwei 40-mm-Bofors-Flak-Zwillinge und vier .50-Maschinengewehre erhielten die Boote zwei 37-mm-Flak, zwei 20-mm-Vierlinge und zwei 20-mm-Zwillinge.  Die Rumpfpanzerung betrug 37–60 mm im Gürtel und 20–35 mm auf Deck, die Geschütztürme hatten 60 mm Panzerung.
K 1 lief am 23. November 1940 vom Stapel und wurde Anfang Oktober 1941 in Dienst gestellt.  K 2 lief am 28. Juni 1941 vom Stapel und wurde im November 1942 in Dienst gestellt.  K 3 lief am 28. Juni 1941 vom Stapel und ging im November 1942 in Dienst.

## Verwendung
Die drei Boote wurden im Bereich Nordsee und Kattegat im Geleitdienst und zum Minenlegen eingesetzt.
Dabei wurde K 1 bei einem Fliegerangriff im norwegischen Flekkefjord beschädigt, konnte aber repariert werden.  Nur wenige Tage vor Kriegsende, am 5. Mai 1945, wurde das Schiff dann aber vor dem dänischen Aarhus durch Raketenbeschuss von Mosquitos der britischen Royal Air Force versenkt.
K 2 wurde bereits am 9. Oktober 1944 in der Nähe von Egersund, Norwegen, während es den deutschen Geleitzug KS-328-T eskortierte, durch einen britischen Lufttorpedo im Heck getroffen und schwer beschädigt. Das Minensuchboot M 1 schleppte es daraufhin nach Egersund. Später brachte die Kriegsmarine das Boot nach Horten.  Von dort wurde es nach Kriegsende nach Delfzijl geschleppt, wo es im November 1945 bei einem Unfall sank. Es wurde gehoben und zur Untersuchung nach Den Helder geschleppt, dann aber im Oktober 1947 zum Abwracken verkauft.
K 3 überstand den Krieg unbeschadet und erlebte das Ende des Kriegs in Horten, Norwegen. Im Mai 1945 wurde es der niederländischen Marine zurückgegeben, die es auf der Rijkswerf in Amsterdam überholen und modernisieren ließ. Das Schiff wurde am 18. Juni 1946 als Van Speijk ("N 5", ab 1953 "F 805") in Dienst gestellt. 1950 erhielt die Van Speijk zwei 20-mm-Vierlings-Flak. 1950 wurde die Bewaffnung durch zwei 37/83-Zwillinge, zwei 20/65-Zwillinge, zwei 40/56-Bofors-Geschütze und sechs 20/70-Oerlikon-Flak ersetzt. 1953 wurde das Schiff mit den 5250-PS-Sulzer-Dieselmotoren des U-Boots O 23 ausgerüstet, die ihm eine Höchstgeschwindigkeit von 17,5 Knoten ermöglichten. Außerdem erhielt es zwei zusätzliche 20/70-Fla-Geschütze.  Die Verdrängung betrug nunmehr 1381 Tonnen. 1958 wurden der Bewaffnung zwei weitere 40/56-Bofors-Geschütze und zwei zusätzliche 20/70-Oerlikon-Flak hinzugefügt. Das Schiff diente zumeist in den Niederländischen Antillen, wurde am 14. Juni 1960 außer Dienst gestellt und im August 1960 zum Abwracken verkauft.